# کریستین ریوس
کریستین ریوس (انگلیسی: Cristian Ríos؛ زادهٔ ۱۸ ژوئیهٔ ۱۹۸۰) بازیکن فوتبال اهل آرژانتین است.
از باشگاه‌هایی که در آن بازی کرده‌است می‌توان به باشگاه فوتبال بوکا جونیورز اشاره کرد.